# Блументаль, Фридрих Леопольдович
Фридрих Леопольдович Блументаль (1896, Рига — 9 декабря 1937) — политработник Красной Армии, участник Гражданской войны, дивизионный комиссар (1936).

## Биография
Родился в г. Риге Лифляндской губернии. Учился в Военно-политической академии им. Н. Г. Толмачева. Политработник РККА, дивизионный комиссар. Член РКП(б) (с 1919). Участник Гражданской войны. Начальник агитационно-пропагандистского отдела политуправления Украинского ВО (1922—1924); в дальнейшем начальник 4 отдела (с 1935), старший инспектор (1937) Политуправления РККА. Репрессирован, посмертно реабилитирован 14 мая 1955.
Жена — Ася Соломоновна Левкович-Блументаль родилась в Кременчуге в 1901 году. Была знакома с Нестором Махно, член РКП(б) с 1919 г. Участник гражданской войны. В декабре 1937 года была осуждена как член семьи изменника Родины к восьми годам лагерей. Реабилитирована в 1955 г.